# Meridiano 97 E
O meridiano 97 E é um meridiano que, partindo do Polo Norte, atravessa o Oceano Ártico, Ásia, Oceano Índico, Oceano Antártico, Antártida e chega ao Polo Sul. Forma um círculo máximo com o meridiano 83 W.
Começando no Polo Norte, o meridiano 97º Este tem os seguintes cruzamentos:
| País, território ou mar | Notas |
| ----------------------- | --- |
| Oceano Ártico           | |
| Rússia                  | Ilha Komsomolets e Ilha da Revolução de Outubro                                                                             |
| Oceano Ártico           | Mar de Kara |
| Rússia                  | Arquipélago Nordenskiöld e continente                                                                                       |
| Mongólia                | |
| China                   | |
| Índia                   | Passa na parte de Arunachal Pradesh reclamada pela China como Tibete do Sul                                                 |
| Myanmar (Birmânia)      | |
| Índia                   | Cerca de 19 km |
| Myanmar (Birmânia)      | |
| Oceano Índico           | Mar de Andamão |
| Indonésia               | Java |
| Oceano Índico           | Passa a oeste das Ilhas Banyak, Indonésia · Passa a oeste da ilha Nias, Indonésia · Passa a leste das Ilhas Cocos (Keeling) |
| Oceano Antártico        | |
| Antártida               | Território Antártico Australiano, reclamado pela Austrália                                                                  |